# Chościsko
Chościsko – według Galla Anonima ojciec Piasta, protoplasty dynastii Piastów, dziad pradziada Mieszka I. Jego imię oznaczające prawdopodobnie ogon (od chost/chwost) pojawia się w Kronice polskiej w tym znaczeniu dwukrotnie: 
- na początku opowieści o Piaście: łac. Pazt filius Chossistconis (Piast, syn Chościska[2])
- w pierwszym zdaniu następnego rozdziału: łac. Semovith filius Pazt Chossistconis (Siemowit, syn Piasta Chościskowica[3]).

Chościskiem nazwany jest także książę Popiel w tytule rozdziału pierwszego księgi pierwszej. Możliwe, że imienia użyto tu w roli przydomka lub że zostało ono dodane do rękopisu w okresie późniejszym. Druga teoria wydaje się bardziej prawdopodobna, ponieważ oryginalna, łacińska forma zdania O księciu Popielu zwany Chościsko jest niepoprawna gramatycznie. Interpolacja ta mogła zostać dokonana pod wpływem Kroniki wielkopolskiej, która podaje, że Popiel z uwagi na swoje długie włosy otrzymał przydomek Chościsko, czyli miotła. Ta sama kronika pisząc o Mieszku, synu Konrada Mazowieckiego, podaje że nosił on przezwisko Chosziszco, co jak zaraz wyjaśnia, oznacza że nosił on długie włosy bądź specjalną czapkę, kołpak na głowie. Ta etymologia stała się punktem wyjścia dla współczesnych badaczy.
Według Jacka Banaszkiewicza imię to oznacza osobę o długich, wypielęgnowanych włosach, wręcz na wzór kobiecy. Stawiałoby to protoplastę Piastów na równi z innymi mitycznymi założycielami rodów dynastycznych, których charakteryzowała ta cecha. Banaszkiewicz odwołuje się przede wszystkich do norweskich bliźniaczych Haddingów (Haddingjar), duńskiego króla Hadingusa, czy też wandalskiego plemienia Hasdingów, których imiona łączy wspólny źródłosłów od staronordyjskiego słowa hadd-r oznaczającego kobiecą fryzurę.
Porównaj dolnołużyckie:  „choscisca [chóšćišćo/chóžyšćo] (Pl.) (Mu. F1N 122/2), zu oso. chość 'Besenginster' (miotła), vgl. auch oso. choscisco [chóšćišćowy (chóžyšćowy) kół] 'Besenstiel (kij od miotły))”.

## Chościsko w znaczeniu książę
Istnieje także mniejszościowy pogląd, że chościsko to przydomek oznaczający po prostu księcia. Można o tym wnioskować m.in. na podstawie zapisu w Kazaniach gnieźnieńskich: „...gdisczy szo kthoremy krolevy, albo xoszoczu szin narodzy...” Wyraz „xoszoczu” oznacza „książęciu”. 
W XII wieku było ono niezwykle trudne do zapisania alfabetem łacińskim, a to ze względu na brak w łacinie samogłosek nosowych i spółgłosek szumiących (sybilantów). Z kolei literą „x” zapisywano niekiedy głoskę „ch”. Istnieje domniemanie, że Gall Anonim pisząc swą „Kronikę...” korzystał z najstarszych źródeł pisanych, gdzie Piasta zapisano jako syna jakiegoś „Choszecza” lub „Choszycza” – „książęcia” lub „księżyca”. Teoria ta wydaje się mało prawdopodobna, ponieważ Chościsko był według relacji Galla Anonima zwykłym chłopem. Podobnie Piast, którego księciem uczyniły dopiero późniejsze źródła kronikarskie. 
Inna wersja mówi, że „chościsko” czyli „ogon”, „chwost”, „kosa” oznacza „warkocz”, a więc jeden z symboli władzy we wczesnym średniowieczu. Długie włosy symbolizowały władzę m.in. u królów merowińskich.
Choscisca Schlabendorf-Choscisca (Choscheschze, Chosesce, Choscisca) to również wieś na Łużycach ok. Luckau.